# Al-Fuhayhil
al-Fuhayhil (arabiska: اَلْفُحَيْحِيل) är ett distrikt (mintaqa) i Kuwait. Det ligger i provinsen al-Ahmadi, i den sydöstra delen av landet, 40 km söder om huvudstaden Kuwait. al-Fuhayhil ligger 18 meter över havet och hade 68 290 invånare 2012. Närmaste större samhälle är al-Ahmadi 4,5 km västerut.